# Lei de Lübeck
A Lei de Lübeck (em alemão: Lübisches Recht) foi a constituição de uma forma municipal de governo desenvolvida em Lübeck, no Schleswig-Holstein, após ela ter sido transformada em cidade livre, em 1226. A lei estipula um autogoverno. Ela substituiu o governo pessoal de monarcas tribais que vinha desde os tempos antigos ou o governo de duques e reis regionais que havia sido criado por Carlos Magno. Esses últimos mantinham todos os seus vassalos aristocráticos pessoalmente responsáveis pela defesa, saúde e bem-estar dos membros das tribos que viviam em suas propriedades, inclusive nas cidades. A Lei de Lübeck, na teoria, tornava independentes da realeza as cidades onde ela fosse aplicada.
Lübeck acabou por espalhar a sua forma de governo para outras cidades ao longo do Mar Báltico. Posteriormente cerca de 100 adotaram uma forma de governo baseada nessa Lei. Ela ainda serve como princípio para as leis municipais da Alemanha, em muito dessas cidades. Mais tarde no século XIII, as cidades que adotaram a Lei de Lübeck formaram uma poderosa associação comercial, a Liga Hanseática, que tornou-se uma confederação com sede em Lübeck.
Uma transcrição oficial da Lei de Lübeck só esteve disponível ou utilizada após a edição revisada de 1586 impressa pelo editor Johann Balhorn, mas muito antes disso Lübeck foi a líder das cidades alemãs dando direitos aos cidadãos das cidades e limitando os privilégios da aristocracia. Esta foi a base para o código de Dortmund, na Vestfália, o código de Goslar, na Saxônia e os direitos de Magdeburgo,  nas cidades orientais européias. As referências à 'Lei Alemã', na Idade Média, dizem respeito às leis que surgiram em decorrência da Lei de Lübeck.

## Princípio fundamental
A Lei de Lübeck estipula que uma cidade deveria ser governada por um "Rat" (conselho) composto por vinte "Ratsherrn" (vereadores). Eles não eram eleitos pelos cidadãos, escolhendo eles próprios um novo membro de sua confiança dentre as guildas de comerciantes da cidade, considerando a representação das guildas no Rat da cidade. O tempo no cargo era em princípio de dois anos, mas o Rat poderia pedir para que um Ratsherr continuasse no cargo, o que geralmente acontecia, de modo que a eleição acabava sendo vitalícia. O Rat então elegia até quatro Bürgermeister (burgomestres, prefeitos) fora do seu próprio quadro de vereadores, que dividiam o poder de governar. O primeiro burgomestre, geralmente dentre eles o de mais idade, atuava como um primus inter pares. Estas regras estiveram em vigor até o meio do século XIX. Os burgomestres permaneciam no cargo o tempo que pudessem, mas há alguns poucos exemplos, ocorridos na Idade Média, em que burgomestres das cidades da Liga Hanseática foram condenados à morte por falhas na execução das políticas.
Este modelo de governo municipal assegurava que apenas aqueles comerciantes mais experientes, influentes e pessoalmente mais bem-sucedidos - e alguns advogados, chamados de Síndicos - tornavam-se membros do Rat. Havia também um regra proibindo um pai e seu filho ou irmãos fossem membros do Rat no mesmo período, de forma que famílias poderosas não pudessem acumular grande influência na política da cidade.

## Cidades com a Lei de Lübeck
- Lübeck
- 1188 - Hamburgo
- 24 de junho de 1218 Rostock
- 1226 - Wittenburg
- 1234 - Stralsund
- 1236 - Plön
- 1238 - Itzehoe
- 1242 - Kiel
- 1243 - Tønder
- 1246 - Elbing (Elbląg)
- 1248 - Reval (Tallinn)
- 14 de maio de 1250 - Greifswald
- 1253 - Damgarten
- 1254 ou 1258 - Memel (Klaipėda)
- 1255 - Kolberg (Kołobrzeg)
- 1260 - Dirschau (Tczew)
- antes de 1263 - Gdańsk (Danzig)
- 1282 - Wolgast
- 1282 - Wilster
- 1 de abril de 1284 - Braunsberg (Braniewo)
- 12 de junho de 1302 - Wesenberg (Rakvere)
- 9 de setembro de 1310 - Stolp (Słupsk)
- 1310 - Neustettin (Szczecinek)
- 21 de maio de 1312 - Rügenwalde (Darłowo)
- 1313 - Pollnow (Polanów)
- 22 de maio de 1317 - Schlawe (Sławno)
- 1343 - Zanow (Sianów)
- 1613 - Bergen auf Rügen
- Hapsal (Haapsalu)
- Narva
- Velikiy Novgorod
- Wismar